# Jacob Mudenda
Jacob Mudenda (ur. 31 maja 1946) – zimbabweński polityk, od 2013 roku przewodniczący izby niższej parlamentu Zimbabwe.
W latach 80. był gubernatorem Matabelelandu Północnego.        

## Życiorys
Uzyskał licencjat z zakresu edukacji i języka angielskiego na Uniwersytecie Południowej Afryki. Ukończył także prawo na uniwersytecie w Zimbabwe oraz studia podyplomowe z prawa pracy na tej samej uczelni.

### Działalność polityczna
W 1980 roku został mianowany administratorem dystryktu Matabelelandu Północnego. W 1984 roku został gubernatorem i ministrem rezydentem w tym dystrykcie. Po zakończeniu walk międzyplemiennych w Zimbabwe w latach 80. wycofał się z działalności politycznej.
Powrócił do polityki w 2011 roku, kiedy to prezydent Robert Mugabe mianował go członkiem biura politycznego swojej partii – Afrykańskiego Narodowego Związku Zimbabwe. Na początku 2013 roku został przewodniczącym Komisji Praw Człowieka Zimbabwe. 3 sierpnia 2013 roku został wybrany przewodniczącym Izby Zgromadzenia. W 2018 roku uzyskał reelekcję na tej funkcji.

## Kontrowersje
Oskarżano go o współudział w Gukurahundi – ludobójstwie, w ramach którego zamordowano ponad 20 tysięcy osób będących w opozycji do rządów Roberta Mugabego. W latach 1982–1987 miał być informatorem Mugabego w Matabelelandzie Północnym.
Pod koniec lat 80. był zamieszany w skandal Willowvale Mazda Motor Industries. Jako urzędnik miał pomagać w nabywaniu samochodów po obniżonych cenach z zakładu montażowego, a następnie ich odsprzedawaniu po wyższych cenach.